# Partecipanti allo Ster ZLM Toer 2023
Elenco dei partecipanti allo Ster ZLM Toer 2023.
Lo Ster ZLM Toer 2023 è stato la trentaquattresima edizione della corsa. Alla competizione presero parte venti squadre: quattro con licenza UCI World Tour 2023, otto UCI ProTeam e otto UCI Continental Team.
Partenza con 139 ciclisti accreditati.

## Corridori per squadra
Nota: R ritirato, NP non partito, FT fuori tempo, SQ squalificato
| Jumbo-Visma                     | Jumbo-Visma                     | Jumbo-Visma                     | Alpecin-Deceuninck       | Alpecin-Deceuninck       | Alpecin-Deceuninck       | Astana Qazaqstan Team             | Astana Qazaqstan Team             | Astana Qazaqstan Team             |
| ------------------------------- | ------------------------------- | ------------------------------- | ------------------------ | ------------------------ | ------------------------ | --------------------------------- | --------------------------------- | --------------------------------- |
| N°                              | Ciclista                        | Clas.                           | N°                       | Ciclista                 | Clas.                    | N°                                | Ciclista                          | Clas.                             |
| 1                               | Olav Kooij                      | 1°                              | 11                       | Jakub Mareczko           | 84°                      | 21                                | Mark Cavendish                    | 9°                                |
| 2                               | Gijs Leemreize                  | 63°                             | 12                       | Ayco Bastiaens           | 112°                     | 22                                | Cees Bol                          | 5°                                |
| 3                               | Tim van Dijke                   | 6°                              | 13                       | Robbe Ghys               | 7°                       | 23                                | Martin Laas                       | 5°                                |
| 4                               | Jos van Emden                   | 42°                             | 14                       | Senne Leysen             | 31°                      | 24                                | Davide Martinelli                 | 113°                              |
| 5                               | Lennard Hofstede                | NP2ª                            | 15                       | Edward Planckaert        | 39°                      | 25                                | Nūrbergen Nūrlyhasym              | 57°                               |
| 6                               | Timo Roosen                     | 91°                             | 16                       | Jensen Plowright         | 19°                      | 26                                | Gleb Syrica                       | 47°                               |
| 7                               | Tosh Van Der Sande              | 50°                             | 17                       | Siebe Roesems            | 102°                     | 27                                | Jurij Natarov                     | 116°                              |
| Team DSM                        | Team DSM                        | Team DSM                        | Tudor Pro Cycling Team   | Tudor Pro Cycling Team   | Tudor Pro Cycling Team   | Green Project-BardianiCSF-Faizanè | Green Project-BardianiCSF-Faizanè | Green Project-BardianiCSF-Faizanè |
| N°                              | Ciclista                        | Clas.                           | N°                       | Ciclista                 | Clas.                    | N°                                | Ciclista                          | Clas.                             |
| 31                              | Sam Welsford                    | 2°                              | 41                       | Arvid de Kleijn          | 12°                      | 51                                | Enrico Zanoncello                 | 28°                               |
| 32                              | Tobias Lund Andresen            | 24°                             | 42                       | Seb. Kolze Changizi      | 26°                      | 52                                | Iker Bonillo                      | 61°                               |
| 33                              | John Degenkolb                  | 55°                             | 43                       | Tom Bohli                | 94°                      | 53                                | Omar El Gouzi                     | R 1ª                              |
| 34                              | Alexander Edmondson             | 4°                              | 44                       | Miká Heming              | 51°                      | 54                                | Riccardo Lucca                    | 80°                               |
| 35                              | Nils Eekhoff                    | 3°                              | 45                       | Petr Kelemen             | 38°                      | 55                                | Filippo Fiorelli                  | 48°                               |
| 36                              | Patrick Eddy                    | 115°                            | 46                       | Rick Pluimers            | 23°                      | 56                                | Manuele Tarozzi                   | 110°                              |
| 37                              | Tim Naberman                    | 104°                            | 47                       | Maikel Zijlaard          | R 2ª                     | 57                                | Filippo Magli                     | 29°                               |
| Q36.5 Pro Cycling Team          | Q36.5 Pro Cycling Team          | Q36.5 Pro Cycling Team          | Eolo-Kometa Cycling Team | Eolo-Kometa Cycling Team | Eolo-Kometa Cycling Team | Bingoal WB                        | Bingoal WB                        | Bingoal WB                        |
| N°                              | Ciclista                        | Clas.                           | N°                       | Ciclista                 | Clas.                    | N°                                | Ciclista                          | Clas.                             |
| 61                              | Matteo Moschetti                | 56°                             | 71                       | Mattia Bais              | NP4ª                     | 81                                | Alexander Salby                   | NP4ª                              |
| 62                              | Jack Bauer                      | 34°                             | 72                       | Simone Bevilacqua        | 108°                     | 82                                | Thibaut Bernard                   | 78°                               |
| 63                              | Filippo Conca                   | R 2ª                            | 73                       | Giovanni Lonardi         | 15°                      | 83                                | Guillaume V. Keirsbulck           | 18°                               |
| 64                              | Antonio Puppio                  | 119°                            | 74                       | David Martín             | 36°                      | 84                                | Karl Patrick Lauk                 | 97°                               |
| 65                              | Nicolò Parisini                 | NP2ª                            | 75                       | Andrea Pietrobon         | 52°                      | 85                                | Luca De Meester                   | 37°                               |
| 66                              | Joey Rosskopf                   | 14°                             | 76                       | Samuele Rivi             | 101°                     | 86                                | Rémy Mertz                        | 68°                               |
| 67                              | Szymon Sajnok                   | 69°                             | 77                       | Javier Serrano           | 67°                      | 87                                | Matteo Malucelli                  | 25°                               |
| Burgos-BH                       | Burgos-BH                       | Burgos-BH                       | Corratec Selle Italia    | Corratec Selle Italia    | Corratec Selle Italia    | Team Flanders-Baloise             | Team Flanders-Baloise             | Team Flanders-Baloise             |
| N°                              | Ciclista                        | Clas.                           | N°                       | Ciclista                 | Clas.                    | N°                                | Ciclista                          | Clas.                             |
| 91                              | Jetse Bol                       | 43°                             | 101                      | Attilio Viviani          | 76°                      | 111                               | Noah Vandenbranden                | 77°                               |
| 92                              | Rodrigo Álvarez                 | 85°                             | 102                      | Antonio Barać            | R 3ª                     | 112                               | Tuur Dens                         | 73°                               |
| 93                              | Jesús Ezquerra                  | 40°                             | 103                      | Alexander Konychev       | 13°                      | 113                               | Gilles De Wilde                   | NP4ª                              |
| 94                              | Sebastián Mora                  | 72°                             | 104                      | Jan Stöckli              | 111°                     | 114                               | Milan Fretin                      | 45°                               |
| 95                              | Felipe Orts                     | 75°                             | 105                      | Giulio Masotto           | R 4ª                     | 115                               | Jules Hesters                     | 17°                               |
| 96                              | Óscar Pelegrí                   | 59°                             | 106                      | Etienne van Empel        | 71°                      | 116                               | Aaron Van Poucke                  | 27°                               |
| 97                              | Manuel Peñalver                 | 22°                             | 107                      | Samuele Zambelli         | 62°                      |                                   |                                   |                                   |
| Leopard TOGT Pro Cycling        | Leopard TOGT Pro Cycling        | Leopard TOGT Pro Cycling        | TDT-Unibet               | TDT-Unibet               | TDT-Unibet               | VolkerWessels Cycling Team        | VolkerWessels Cycling Team        | VolkerWessels Cycling Team        |
| N°                              | Ciclista                        | Clas.                           | N°                       | Ciclista                 | Clas.                    | N°                                | Ciclista                          | Clas.                             |
| 121                             | Colin Heiderscheid              | R 3ª                            | 131                      | Abram Stockman           | 60°                      | 141                               | Coen Vermeltfoort                 | 90°                               |
| 122                             | Tobias Hansen                   | 32°                             | 132                      | Harry Tanfield           | 58°                      | 142                               | Jord Baak                         | 100°                              |
| 123                             | Mads Østergaard                 | 82°                             | 133                      | Joren Bloem              | 8°                       | 143                               | Tijmen Eising                     | R 3ª                              |
| 124                             | Oliver Knudsen                  | R 1ª                            | 134                      | Davide Bomboi            | 33°                      | 144                               | Timo de Jong                      | R 3ª                              |
| 125                             | Cédric Pries                    | 41°                             | 135                      | Yentl Vandevelde         | 53°                      | 145                               | Max Kroonen                       | 106°                              |
| 126                             | Nick van der Lijke              | R 4ª                            | 136                      | Martijn Budding          | 99°                      | 146                               | Bert-Jan Lindeman                 | 83°                               |
| 127                             | Miguel Heidemann                | 44°                             | 137                      | Hartthijs de Vries       | 10°                      | 147                               | Nick van der Meer                 | 93°                               |
| Metec–Solarwatt p/b Mantel      | Metec–Solarwatt p/b Mantel      | Metec–Solarwatt p/b Mantel      | BEAT Cycling Club        | BEAT Cycling Club        | BEAT Cycling Club        | Abloc CT                          | Abloc CT                          | Abloc CT                          |
| N°                              | Ciclista                        | Clas.                           | N°                       | Ciclista                 | Clas.                    | N°                                | Ciclista                          | Clas.                             |
| 151                             | Thijs de Lange                  | 95°                             | 161                      | Matthijs Büchli          | 87°                      | 171                               | Jesper Rasch                      | 64°                               |
| 152                             | Victor Broex                    | 88°                             | 162                      | Guillaume Visser         | 96°                      | 172                               | Martijn Rasenberg                 | 86°                               |
| 153                             | Lars Hohmann                    | 35°                             | 163                      | Bram Dissel              | R 3ª                     | 173                               | Jelle Johannink                   | 54°                               |
| 154                             | Roan Konings                    | 98°                             | 164                      | Jochem Kerckhaert        | 66°                      | 174                               | Lars Loohuis                      | 105°                              |
| 155                             | Rens Tulner                     | 81°                             | 165                      | Yoeri Havik              | 11°                      | 175                               | Mārtiņš Pluto                     | 30°                               |
| 156                             | Lars Oreel                      | 114°                            | 166                      | Vincent Hoppezak         | 70°                      | 176                               | Jan-Willem van Schip              | 20°                               |
| 157                             | Axel van der Tuuk               | 92°                             | 167                      | Emiel Vermeulen          | 21°                      | 177                               | Luke Verburg                      | 79°                               |
| Allinq Continental Cycling Team | Allinq Continental Cycling Team | Allinq Continental Cycling Team | Bike Aid                 | Bike Aid                 | Bike Aid                 |                                   |                                   |                                   |
| N°                              | Ciclista                        | Clas.                           | N°                       | Ciclista                 | Clas.                    |                                   |                                   |                                   |
| 181                             | Rick Ottema                     | 16°                             | 191                      | Léo Bouvier              | 107°                     |                                   |                                   |                                   |
| 182                             | Elmar Abma                      | 109°                            | 192                      | Enzo Decker              | R 1ª                     |                                   |                                   |                                   |
| 183                             | Tim Bierkens                    | 103°                            | 193                      | Vinzent Dorn             | 49°                      |                                   |                                   |                                   |
| 184                             | Mike Bronswijk                  | 74°                             | 194                      | Francis Juneau           | R 1ª                     |                                   |                                   |                                   |
| 185                             | Lars Rouffaer                   | 89°                             | 195                      | Oliver Mattheis          | 46°                      |                                   |                                   |                                   |
| 186                             | Sam Gademan                     | 65°                             | 196                      | Adrian Zuger             | R 3ª                     |                                   |                                   |                                   |
| 187                             | Nils Wolfenbuttel               | 117°                            | 197                      | Wesley Mol               | 118°                     |                                   |                                   |                                   |